# Liberalt demokrati
Et liberalt demokrati eller konstitutionelt demokrati er den dominerende form for demokrati i det 21. århundrede. Under den kolde krig blev liberale demokratier anset som modsvaret til de såkaldte folkedemokratier, som var kommunistiske et-partistater. 
Liberale demokratier kan have en række forskellige forfatningsmæssige indretninger: de kan være republikker som USA eller Frankrig, eller konstitutionelle monarkier som Storbritannien eller Danmark. De kan have et præsidentielt system (f.eks. USA), et parlamentarisk system (som Storbritannien og Danmark), eller en hybrid i form af et semipræsidentielt system (som Frankrig). Indslag af direkte demokrati kan indgå som f.eks. i Schweiz. 
Ordet "liberal" i "liberalt demokrati" skal ikke opfattes sådan, at regeringen følger den politiske ideologi liberalisme. Det er blot en henvisning til, at liberale demokratier har en grundfæstet beskyttelse af borgernes frihedsrettigheder overfor regeringsmagten. Indførelsen af sådanne frihedsrettigheder, som først blev foreslået under oplysningstiden af filosoffer som Jean-Jacques Rousseau og John Locke, var et centralt programpunkt for den politiske liberalisme, der voksede frem i årtierne omkring den franske revolution. Mange lande, der p.t. er styret af partier, der ikke udspringer af den liberale tradition – for eksempel partier, der er konservative, kristendemokrater, socialdemokratiske eller en form for socialister – vil stadig være liberale demokratier i kraft af deres grundlæggende regeringssystem.